# Freedom (chanson de Rage Against the Machine)
Pour les articles homonymes, voir Freedom.
Singles de Rage Against the Machine
Township Rebellion
Freedom est le deuxième single du premier album du même nom du groupe de rap metal Rage Against the Machine.

## Thème de la chanson et clip vidéo
Il a fait l'objet d'un clip ; ce clip dépeint la vie que mène Leonard Peltier depuis qu'il a été emprisonné pour, semble-t-il, un crime qu'il n'aurait pas commis. Le groupe s'est énormément mobilisé pour obtenir la libération de Peltier, d'où le nom de la chanson et l'explosion de rage de Zack de la Rocha à la fin de la chanson quand il crie ce mot : il semble être hanté par ce mot quand il interprète ce morceau sur scène.

## En concert
Auparavant Freedom clôturait les concerts du groupe mais depuis leur reformation en 2007, ils finissent leurs concerts soit par la fin de Township Rebellion (qui vient immédiatement après la fin de Freedom) soit par Killing in the Name.